# Kościół Przemienienia Pańskiego w Paszkówce
Kościół Przemienienia Pańskiego w Paszkówce – kościół znajdujący się w Paszkówce, w gminie Brzeźnica, w powiecie wadowickim, w województwie małopolskim.
Budynek z lat 1882–1891 wpisany został do rejestru zabytków nieruchomych województwa małopolskiego.

## Historia

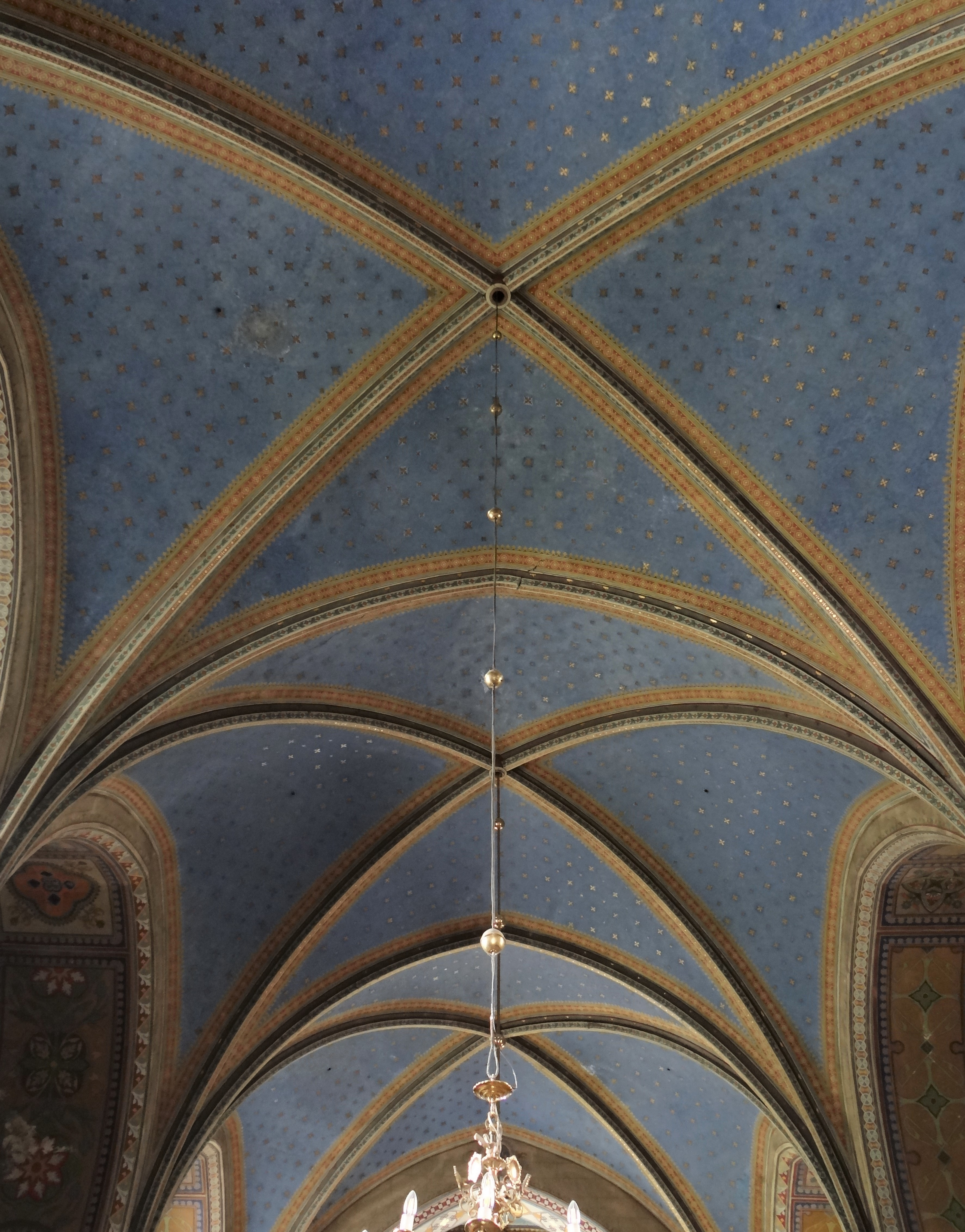
Wnętrze świątyni - fragment sklepienia

Kościół parafialny pw. Przemienienia Pańskiego wybudowany został w latach 1882–1891 w miejscu starszego. Fundatorką była Ludwika Wężyk.

## Architektura
Budowla neogotycka, murowana, prezbiterium trójbocznie zamknięte. W fasadzie znajduje się wieża.